# Hubert Erichlandwehr
Hubert Erichlandwehr (* 3. April 1965 in Verl) ist ein deutscher Politiker (CDU). Er ist hauptamtlicher Bürgermeister der ostwestfälischen Stadt Schloß Holte-Stukenbrock.

## Leben
Hubert Erichlandwehr wuchs in Schloß Holte-Stukenbrock auf, besuchte die Realschule im Konrad-Adenauer-Schulzentrum in Verl und wechselte 1981 auf das Gymnasium Nepomucenum Rietberg, an dem er 1984 sein Abitur machte. Nach Absolvierung seiner Wehrpflicht bei der Bundesmarine studierte er von 1985 bis 1991 Rechtswissenschaft an der Universität Bielefeld. Nach seinem Ersten Staatsexamen, das er am Oberlandesgericht Hamm abschloss, studierte er für ein Semester an der Hochschule für Verwaltungswissenschaften Speyer. Sein Zweites Staatsexamen legte er 1994 vor dem Landesjustizprüfungsamt Nordrhein-Westfalen ab.
Von 1994 bis 1999 arbeitete Hubert Erichlandwehr als Rechtsanwalt und Fachanwalt für Verwaltungsrecht bei der Kanzlei Diekmeyer in Bielefeld.
Bei der CDU ist er Mitglied im Bezirksvorstand der CDU Ostwestfalen-Lippe sowie dort stellvertretender Vorsitzender der kommunalpolitischen Vereinigung. Beim CDU-Kreisverband Gütersloh ist er Vorsitzender der kommunalpolitischen Vereinigung.
Er ist Trompeter und leitete von 1989 bis 1999 das Städtische Blasorchester von Schloß Holte-Stukenbrock. Hubert Erichlandwehr ist verheiratet und hat zwei Kinder.

## Bürgermeisteramt
Am 12. September 1999 wurde er mit 65,9 Prozent der gültigen Stimmen zum ersten hauptamtlichen Bürgermeister von Schloß Holte-Stukenbrock gewählt. Bei der Wahl am 26. September 2004 wurde er mit 73,5 Prozent der gültigen Stimmen wiedergewählt und erneut wiedergewählt am 30. August 2009 mit 70,4 Prozent sowie am 25. Mai 2014 mit 74,3 Prozent der gültigen Stimmen. Wiedergewählt wurde er auch am 13. September 2020 mit 64,88 Prozent der gültigen Stimmen für die Amtszeit von 2020 bis 2025.
Beim Städte- und Gemeindebund Nordrhein-Westfalen ist er Mitglied des Präsidiums und des Hauptausschusses.